# Майкл Обіку
Майкл Обіку (англ. Mike Obiku, нар. 24 вересня 1968, Варрі) — нігерійський футболіст, що грав на позиції нападника.
Виступав, зокрема, за клуби «Анортосіс», «Феєнорд» та «Феєнорд», а також національну збірну Нігерії.
Чемпіон Нідерландів. Триразовий володар Кубка Нідерландів. Чемпіон Кіпру.

## Клубна кар'єра

### До переходу в Феєнорд
Футбольну кар'єру розпочав клубі «Флеш Фламінгос». У нігерійські прем'єр-лізі 18-річний гравець дебютував у 1986 році, в своєму дебютному сезоні на професіональному рівні відзначився 6-ма голами. У команді «фламінго» грав і наступногосезону, в якому відзначився 7-ма голами. Зіграв у 29-ти матчах чемпіонату. В цьому клуб проявив себе як справжній нападник, який часто відзначався голом. Потім перейшов до клубу «Івуаньянву Нейшнл», кольори якого захищав протягом 1988 року. В ці команді відзначився 4-ма голами. Влітку 1988 року відправився до португальського клубу «Марітіму». Проте через проблеми з контрактом та ліцензією не зміг зіграти у сезоні 1988/89 років у жодному офіційному матчі португальського клубу, обмежився лише участю в передсезонних товариських матчах. Така ситуація призвела до того, що під час літнього трансферного вікна 1989 року він відправився на Кіпр, де підписав контракт з клубом «Анортосіс» з місцевого чемпіонату. Розпочав свої виступи в кіпрському клубі не дуже вдало, тому цей перехід одразу ж охрестили провальним. Після адаптації в клубі почав регулярно грати, а згодом відзначатися у воротах суперників. В сезоні 1989/90 років відзначився 6-ма голами, в сезоні 1990/91 років — 11 ма, а наступного сезону — 16-ма. У тому останньому сезоні став срібним призером чемпіонату Кіпру разом з клубом з Ларнаки. Президент «Феєнорда» Жоріен ван ден Герік регулярно проводив відпустки на Кіпрі, оскільки мав там власний будинок. При перегляді матчу «Анортосіса» йому дуже сподобалася гра Майкла Обіку. Тому ван ден Генрік домовився з «Анортосісом» і напередодні старту сезону 1992/93 років Майкл офіційно перейшов до нідерландського клубу.

### Феєнорд
У Роттердамі Обіку довелося змагатися за місце в основі клубу з іншими атакувальними гравцями, Гастоном Таументом та Йоганнесом ван Луном. 12 серпня 1992 року дебютував у футболці «Феєнорда» в матчі проти ПСВ. Матч завершився перемогою ПСВ з рахунком 1:0, а Обіку мало чим запам'ятався. Незважаючи на те, що він нколи не був стабільним гравцем основного складу, за відносно коротки період став улюбленцем фанів «Феєнорда». Його широка посмішка, білосніжні зуби і неймовірна самовіддача на полі, яку він демонстрував протяго кожної проведеної на футбольному полі хвилини, підкорили серця вболівальників «Феєнорда» й змушували їх битися швидше. Обіку відчував себе частиною команди й не намагався всіляко виділитися.  На то час за подібні вчинки ще не карали жовтою карткою. У складі клубу провів наступні два роки своєї кар'єри гравця. У «Феєнорді» зіграв 21 матч та відзначився 7-ма голами. У 1992 році «Феєнорд» на 2 очки випередив ПСВ й став переможцем національного чемпіонату. Влітку 1993 року до «Феєнорда» перейшов швед Генрік Ларссон й Обіку став четвертим нападником в команді. Того сезону Майкл зіграв у 16-ти матчах чемпіонату та відзначився 3-ма голами. Разом з «Феєнордом» став срібним призером чемпіонату та володарем кубку Нідерландів.
Після свого повернення до «Феєнорда», у додатковий час чвертьфінального поєдинку кубку Нідерландів проти амстердамського «Аяксу», відзначився переможним для «Феєнорда» голом. Необхідно зазначити, що та поразка так і залишилася єдиною для амстердамського клубу того сезону. У фнальному матчі кубку Нідерландів проти «Волендама» на 82-ій хвилині (через 11 хвилин після свого виходу на поле) відзначився переможним для «Феєнорда» (2:1), таким чином роттердамський клуб вчетверте за останні 5 років тріумфував у національному кубку. В національному чемпіонаті Обіку разом з «Феєнордом» посів 4-те місце. У Кубку володарів кубків зіграв 1 матч, у 1/4 фіналу, проти «Реал Сарагоси». У сезоні 1995/96 років будучи гравцем групи резерву відзначився 7-ма голами й знову (втретє у своїй кар'єрі) став володарем кубку Нідерландів. На початку сезону 1996/97 років нігерієць зіграв 3 матчі в складі клубу, але тренер Арі Ган не знаходив для нього місця в складі, тому нігерієць вирішив залишити клуб.

### Після відходу з Феєнорда
Влітку 1994 року на правах оренди (а також як складова частина трансферу шведа Ларссона до «Феєнорда») захищав кольори команди клубу «Гельсінгборг». У 14-му турі Аллсвенскана відзначився голом у переможному (3:2) матчі проти «Вестри Фрелунда», а загалом відзначився 9-ма голами. Його команда посіла 9-те місце в чемпіонаті та дійшла до 1/2 фіналу кубку Швеції. Взимку 1995 року повернувся до «Феєнорда».
Обіка перейшов до «Мальорки», яка на той час виступала в Сегунда Дивізіоні. Разом з румуном Константіном Гилке з 14-ма голами став найкращим бомбардиром третьої команди сезону. Також брав участь в обох переможних матчах плей-оф за право виходу до Прімери проти «Райо Вальєкано».
У перші половині 1997 року Обіку підписав контракт з японським клубом «Авіспа Фукуока», ставши, таким чином, першим нігерійцем у японському чемпіонаті. Відзначився 9-ма голами в чемпіонаті за «Авіспу» й став найрезультативнішим гравцем другої частини сезону. Разом з командою посів 15-те місце в чемпіонаті. У 1998 році відіграв у Японії першу частину сезону, в якій відзначився 4-ма голами у 8-ми матчах.
Влітку 1998 року повернувся до Нідерландів і став гравцем клубу АЗ. У складі команди зіграв 13 матчів у чемпіонаті та відзначився 2-ма голами. Разом з АЗ посів 9-те місце в чемпіонаті, але контракту з клубом не продовжив.
У 1999 році перейшов до клубуі «Анортосіс», у складі якого вже виступав раніше. Прийшов до команди 1999 року, захищав її кольори до у 2000 року. За цей час додав до переліку своїх трофеїв титул чемпіона Кіпру. В 4-ох матчах «Анортосіса» в кваліфікації Ліги чемпіонів забив 3 м'ячі. Зіграв 14 матчів у переможному для «Анортосіса» сезоні національного чемпіонату, при чому став одним з гравців команди, які доклали для цього найбільше зусиль. Після такого тривалого перебування в кіпріотському клубі Майкл Обіку став легендою для «Анортосіса», не лише найкращим гравцем цього клубу, але й усього Кіпру. Завдяки його виступам у 1989—1992 роках та 36-ти забитим м'ячам він став улюбленцем місцевих фанів, які на знак своєї вдячності дали йому прізвисько «Чорний діамант». Кар'єру гравця завершив у 2001 році як гравець нікосійського АПОЕЛа (грав за молодіжну команду клубу).

### Пам'ятні моменти
Коли Макл відзначився першим голом у футболці «Феєнорда» він відсвяткував його невеликим танцем. Згодом він повторив цей танець, після того як під час матчу відзначився голом, а також зняв футболку та кинув її до фанатського сектору вболівальників свого клубу. Після розмови з вболівальником, який зловив сорочку, Майкл пообіцяв її подарувати по завершенні поєдинку, після чого вболівальник повернув її, а Обіку зміг продовжити гру.
Під час матчу проти клубу Віллем II він стрибнув на огорожу, яка оточувала поле, й пошкодив руку об колючий дріт. Він дограв той матч, але був змушений пізніше все ж вилікувати це пошкодження.

## Виступи за збірні
1988 року захищав кольори олімпійської збірної Нігерії на турнірі в Сеулі. Нігерія на тому турнірі не здобула жодного очка. У складі цієї команди провів 2 матчі, але сумарно зіграв лише 12 хвилин.
1988 року дебютував на Кубку африканських націй у складі національної збірної Нігерії у нічийному (1:1) матчі проти Камеруну. Нігерія на тому турнірі дійшла до фіналу, де знову зустрілася з Камеруном, але цього разу поступилася з рахунком 0:1. Протягом кар'єри у національній команді, яка тривала 6 років, провів у формі головної команди країни лише 4 матчі, забивши 1 гол. У 1989 році був основним гравцем збірної, коли її очолював Пол Гамільтон, проте після його звільнення Майкл протягом тривалого часу не викликався до її складу.
У 1993 році Обіку знову повернувся до збірної, цього разу її головним тренером був Клеменс Вестергоф. Зіграв у програному (0:1) матчі проти Ефіопії в рамках Кубку африканських націй. Майкл не мав шансів регулярно грати у збірній, оскільки нігерійці мали значну кількість нападників: Самсон Сасія, Рашиді Єкіні та Деніел Амокачі. Тому в складі збірної зіграв лише 4 матчі, в яких відзначився 1 голом.

## Кар'єра тренера
Після завершення активної ігрової кар'єри Обіку зосередився на тренерській діяльності. Він працював тренером у молодіжних командах «Феєнорда». У сезоні 2005/06 років працював в аматорському клубі «Александрія-66», де був головним тренером другої команди клубу. Був близьким до того, щоб стати головним тренером клубу ГСВ Гук з Гофткласе, але в останній момент угода зірвалася. Майкл Обіку був старшим тренером юнацької команди «Спарти», але тепер працює в футбольні школі «Феєнорда», зараз проживає в Роні.

## Клубна статистика
| Клубні виступи | Клубні виступи        | Клубні виступи   | Ліга  | Ліга | Кубок             | Кубок             | Кубок ліги      | Кубок ліги      | Загалом | Загалом |
| Сезон          | Клуб                  | Ліга             | Матчі | Голи | Матчі             | Голи              | Матчі           | Голи            | Матчі   | Голи    |
| Нігерія        | Нігерія               | Нігерія          | Ліга  | Ліга | Кубок Нігерії     | Кубок Нігерії     | Кубок ліги      | Кубок ліги      | Загалом | Загалом |
| -------------- | --------------------- | ---------------- | ----- | ---- | ----------------- | ----------------- | --------------- | --------------- | ------- | ------- |
| 1986           | Флеш Фламінгос        | Прем'єр-ліга     | 15    | 6    |                   |                   |                 |                 | 15      | 6       |
| 1987           | Флеш Фламінгос        | Прем'єр-ліга     | 14    | 7    |                   |                   |                 |                 | 14      | 7       |
| 1988           | «Івуаньянву Нешионал» | Прем'єр-ліга     | 5     | 4    |                   |                   |                 |                 | 5       | 4       |
| Португалії     | Португалії            | Португалії       | Ліга  | Ліга | Кубок Португалії  | Кубок Португалії  | Кубок ліги      | Кубок ліги      | Загалом | Загалом |
| 1988/89        | Марітіму              | Прімейра-Ліга    | 0     | 0    |                   |                   |                 |                 | 0       | 0       |
| Кіпр           | Кіпр                  | Кіпр             | Ліга  | Ліга | Кубок Кіпру       | Кубок Кіпру       | Кубок ліги      | Кубок ліги      | Загалом | Загалом |
| 1989/90        | Анортосіс             | Чемпіонат Кіпру  | 24    | 6    |                   |                   |                 |                 | 24      | 6       |
| 1990/91        | Анортосіс             | Чемпіонат Кіпру  | 21    | 11   |                   |                   |                 |                 | 21      | 11      |
| 1991/92        | Анортосіс             | Чемпіонат Кіпру  | 24    | 16   |                   |                   |                 |                 | 24      | 16      |
| Нідерланди     | Нідерланди            | Нідерланди       | Ліга  | Ліга | Кубок Нідерландів | Кубок Нідерландів | Кубок ліги      | Кубок ліги      | Загалом | Загалом |
| 1992/93        | Феєнорд               | Ередивізі        | 21    | 7    |                   |                   |                 |                 | 21      | 7       |
| 1993/94        | Феєнорд               | Ередивізі        | 16    | 3    |                   |                   |                 |                 | 16      | 3       |
| Швеція         | Швеція                | Швеція           | Ліга  | Ліга | Кубок Швеції      | Кубок Швеції      | Кубок ліги      | Кубок ліги      | Загалом | Загалом |
| 1994           | Гельсінгборг          | Аллсвенскан      | 14    | 9    |                   |                   |                 |                 | 14      | 9       |
| Нідерланди     | Нідерланди            | Нідерланди       | Ліга  | Ліга | Кубок Нідерландів | Кубок Нідерландів | Кубок ліги      | Кубок ліги      | Загалом | Загалом |
| 1994/95        | Феєнорд               | Ередивізі        | 13    | 6    |                   |                   |                 |                 | 13      | 6       |
| 1995/96        | Феєнорд               | Ередивізі        | 18    | 7    |                   |                   |                 |                 | 18      | 7       |
| 1996/97        | Феєнорд               | Ередивізі        | 3     | 0    |                   |                   |                 |                 | 3       | 0       |
| Іспанія        | Іспанія               | Іспанія          | Ліга  | Ліга | Кубок Іспанії     | Кубок Іспанії     | Кубок ліги      | Кубок ліги      | Загалом | Загалом |
| 1996/97        | Мальорка              | Сегунда Дивізіон | 26    | 14   |                   |                   |                 |                 | 26      | 14      |
| Японія         | Японія                | Японія           | Ліга  | Ліга | Кубок Імператора  | Кубок Імператора  | Кубок Джей-ліги | Кубок Джей-ліги | Загалом | Загалом |
| 1997           | Авіспа Фукуока        | Джей-ліга        | 15    | 7    | 3                 | 1                 | 0               | 0               | 18      | 8       |
| 1998           | Авіспа Фукуока        | Джей-ліга        | 10    | 2    | 0                 | 0                 | 4               | 2               | 14      | 4       |
| Нідерланди     | Нідерланди            | Нідерланди       | Ліга  | Ліга | Кубок Нідерландів | Кубок Нідерландів | Кубок ліги      | Кубок ліги      | Загалом | Загалом |
| 1998/99        | АЗ                    | Ередивізі        | 13    | 2    |                   |                   |                 |                 | 13      | 2       |
| Кіпр           | Кіпр                  | Кіпр             | Ліга  | Ліга | Кубок Кіпру       | Кубок Кіпру       | Кубок ліги      | Кубок ліги      | Загалом | Загалом |
| 1999/00        | Анортосіс             | Чемпіонат Кіпру  | 21    | 14   |                   |                   |                 |                 | 21      | 14      |
| Країна         | Нігерія               | Нігерія          | 34    | 17   |                   |                   |                 |                 | 34      | 17      |
| Країна         | Португалія            | Португалія       | 0     | 0    |                   |                   |                 |                 | 0       | 0       |
| Країна         | Кіпр                  | Кіпр             | 90    | 47   |                   |                   |                 |                 | 90      | 47      |
| Країна         | Нідерланди            | Нідерланди       | 84    | 25   |                   |                   |                 |                 | 84      | 25      |
| Країна         | Швеція                | Швеція           | 14    | 9    |                   |                   |                 |                 | 14      | 9       |
| Країна         | Іспанія               | Іспанія          | 26    | 14   |                   |                   |                 |                 | 26      | 14      |
| Країна         | Японія                | Японія           | 25    | 9    | 3                 | 1                 | 4               | 2               | 32      | 12      |
| Загалом        | Загалом               | Загалом          | 273   | 121  | 3                 | 1                 | 4               | 2               | 280     | 124     |

## Статистика виступів у збірній
| національна збірна Нігерії | національна збірна Нігерії | національна збірна Нігерії |
| Рік                        | Матчі                      | Голи                       |
| -------------------------- | -------------------------- | -------------------------- |
| 1988                       | 1                          | 0                          |
| 1989                       | 3                          | 1                          |
| 1990                       | 0                          | 0                          |
| 1991                       | 0                          | 0                          |
| 1992                       | 0                          | 0                          |
| 1993                       | 1                          | 0                          |
| Загалом                    | 5                          | 1                          |

## Титули і досягнення
- Ередивізі («Феєнорд»):
  -  Чемпіон (1): 1992-93
- Кубок Нідерландів («Феєнорд»):
  -  Володар (3): 1991-92, 1993-94, 1994-95
- Чемпіон Кіпру («Анортосіс»):
  -  Чемпіон (1): 1999-2000
- Срібний призер Кубка африканських націй: 1988